# 殿城村
殿城村（とのしろむら）は、長野県小県郡にあった村。現在の上田市殿城・漆戸にあたる。

## 地理
- 山：殿城山
- 河川：神川

## 歴史
- 1876年（明治9年）4月 - 小県郡赤坂村、岩清水村、下郷村、矢沢村が合併して殿城村となる。
- 1889年（明治22年）4月1日 - 町村制の施行により、殿城村、漆戸村の区域をもって殿城村が発足。
- 1956年（昭和31年）9月30日 - 豊里村と合併して豊殿村が発足。同日殿城村廃止。

## 交通

### 鉄道路線
上田丸子電鉄真田傍陽線の殿城口駅が至近に所在（隣接する本原村に所在）。

### 道路
現在は旧村域を上信越自動車道が通過するが、当時は未開通。